# Гружчанська волость
Гружчанська волость — історична адміністративно-територіальна одиниця Путивльського повіту Курської губернії.
Станом на 1886 рік складалася з 13 поселень, 10 сільських громад. Населення — 6371 особа (3280 осіб чоловічої статі та 3091 — жіночої), 878 дворових господарства.
|                     | Площа, десятин | У тому числі орної, дес. |
| ------------------- | -------------- | ------------------------ |
| Сільських громад    | 4354           | 3318                     |
| Приватної власності | 6006           | 4885                     |
| Іншої власності     | 33             | 30                       |
| Загалом             | 10037          | 8499                     |

Найбільші поселення волості:
- Грузьке — колишнє власницьке та державне село при річці Терн за 25 верст від повітового міста, 1767 осіб, 294 двори, 2 православні церкви, школа, богодільня, лікарня, залізнична станція, 3 лавки. За версту — сукновальня.
- Землянка — колишня власницька слобода, 1386 осіб, 210 дворів, лавка.
- Салтикове — колишня власницька слобода, 927 осіб, 151 двір, 2 лавки.